# بوشيني شيلي
بوشيني شيلي (الاسم العلمي: Puccinia chilensis) هو نوع من الفطريات يتبع جنس البوشيني من فصيلة البوشينية.